# Lluís III de Provença
Lluís III de Provença   (Angers, 25 de setembre de 1403 - Cosenza, 12 de novembre de 1434) fou rei titular de Nàpols, comte de Provença i duc d'Anjou i Calàbria, conegut com a Lluís de Calàbria fins a la mort del seu pare per diferenciar-lo d'aquest, també anomenat Lluís d'Anjou, comte de Provença, duc d'Anjou i rei titular de Nàpols (1417-1434), i duc de Calàbria (1426-1434).

## Biografia
Fill primer de Lluís II de Provença i de Violant d'Aragó, heretà el comtat de Provença així com els drets sobre el Regne de Nàpols a la mort del seu pare.
Com a net de Joan I d'Aragó fou pretendent a la Corona d'Aragó a la mort de Martí l'Humà. El seu partit es va formar al voltant de la seva àvia Violant de Bar, vídua de Joan I, i en no prosperar la seva candidatura va passar a donar suport a Ferran d'Antequera.

## Ascens al tron
El 4 de desembre de 1419 fou coronat rei de Nàpols pel Papa Martí V, amb l'oposició dels seus familiars Anjou-Durazzo.
Les disputes entre ambdues branques familiars sobre els drets dinàstics del Regne de Nàpols es remunten a la defunció de la reina Joana I de Nàpols sense descendència directa. L'adopció de Lluís I d'Anjou, per part de Joana I, com a hereu al tron de Provença i de Nàpols no va satisfer les aspiracions del seu cosí Carles de Durazzo, el futur Carles III de Nàpols, i durant cinquanta anys hi hagué dues línies reials a Nàpols.
En una aliança amb Milà i Venècia Lluís III aconseguí la reconciliació amb Joana II de Nàpols, i el 1423 el nomenà hereu directe. Però aquest fet comportà l'inici d'una nova disputa, ja que prèviament (1421) la reina Joana havia adoptat Alfons IV el Magnànim com a successor seu. Aquesta disputa amb el comte-rei català es traslladà fins a la veïna Provença.

## Núpcies
El 1432 es casà amb Margarida de Savoia, filla d'Amadeu VIII de Savoia. D'aquest matrimoni no en nasqué cap fill, ja que Lluís III va morir el 12 de novembre de 1434 víctima de la malària. Sense descendència el seu germà Renat d'Anjou fou nomenat hereu.